# Lido di Venezia
Lido di Venezia (of kortweg Lido) is een plaats (frazione) in de Italiaanse gemeente Venetië. De plaats ligt op de gelijknamige schoorwal.

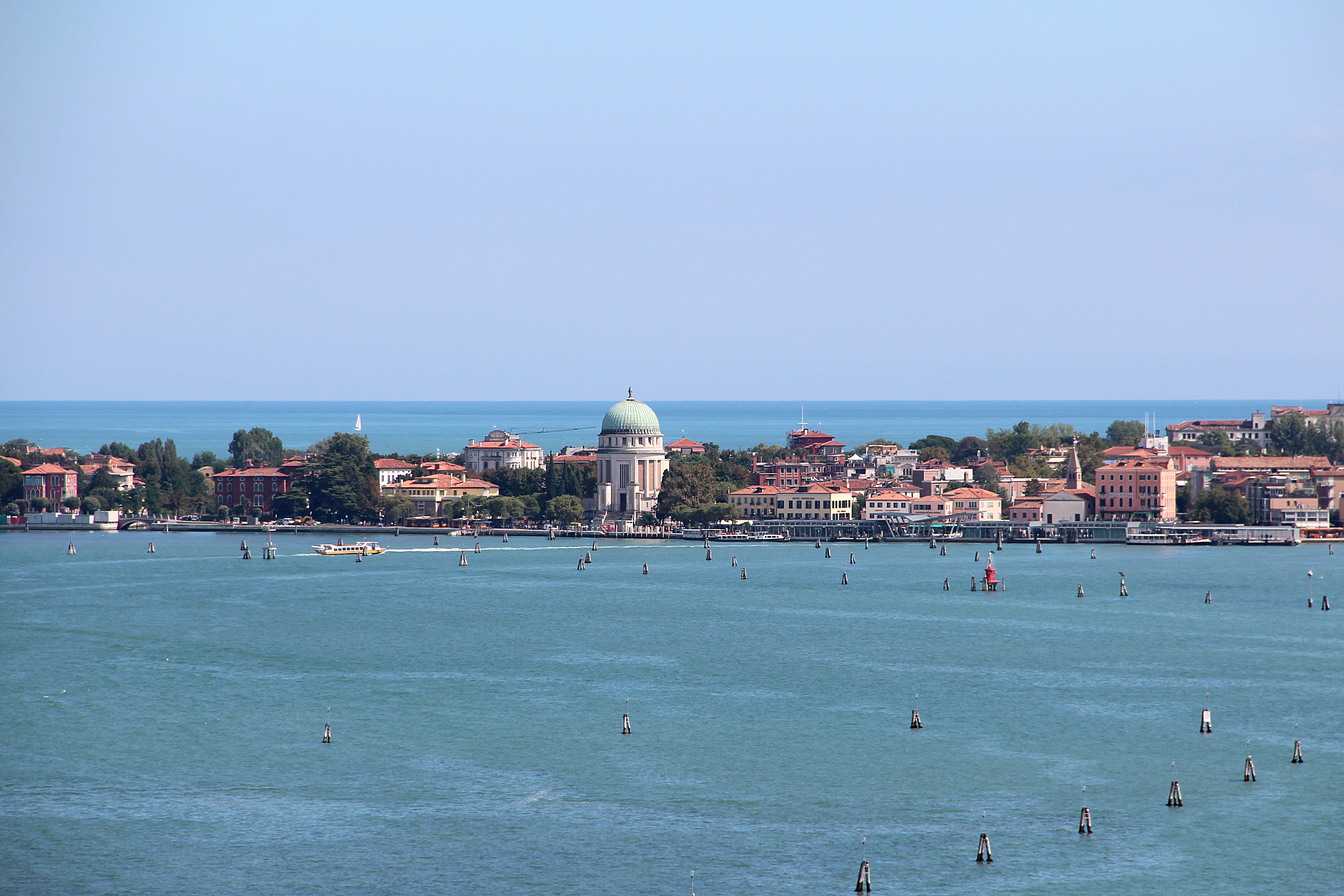
Lido-eiland gezien vanaf de campanile van de basiliek van San Giorgio Maggiore.

## Geografie
Lido di Venezia bestaat uit drie delen: 
- Het Lido zelf, in het noorden, is de thuisbasis van het filmfestival, het Grand Hotel des Bains, het Casino van Venetië en het Grand Hotel Excelsior. In de Lido bevindt zich het oorlogsmonument van Venetië: de Tempio votivo.
- Malamocco ligt in het midden van de schoorwal en was de eerste, en voor een lange tijd, enige bebouwing. Het was ooit de residentie van de doge van Venetië.
- Alberoni aan de zuidkant is de thuisbasis van een golfbaan.

Ten minste de helft van de Adriatische kant van het Lido di Venezia wordt gevormd door een zandstrand, waarvan een groot deel behoort tot de verschillende hotels. Deze omvatten het vermaarde Grand Hotel Excelsior en Grand Hotel des Bains, waar Thomas Manns klassieke roman De dood in Venetië zich afspeelt. Deze stranden zijn privé, maar op de noordelijke en zuidelijke uiteinden van de landtong zijn er twee enorme openbare stranden. De Adriatische Zee is vrij schoon en warm.
Het hart van het eiland is de Gran Viale Santa Maria Elisabetta, een brede straat van ongeveer 700 m lang die vanaf de lagune aan de ene kant leidt naar de Adriatische Zee aan de andere kant. Hier zijn veel hotels, winkels en op toeristen gerichte restaurants gevestigd. 
Verder is er aan de noordoostkant een openbare luchthaven die geschikt is voor kleinere vliegtuigen; er is een 1000 meter lange grasbaan.

## Geschiedenis
In 1177 tekenden keizer Frederik Barbarossa en paus Alexander III hier de Vrede van Venetië, een gevolg van Frederiks nederlaag bij de Slag van Legnano in 1176.
In 1202, bij het begin van de Vierde Kruistocht, werd het gebruikt als kamp voor tienduizenden kruisvaarders, die hier waren gestrand omdat de Venetianen eisen stelden voor het gebruik van hun schepen, die de kruisvaarders nodig hadden voor transport.
In 1857 werd het eerste strandresort opgezet. Dit was een primeur in Europa. Al snel werd "Lido" een synoniem voor een strandresort. Het succes en de fascinatie voor Venetië vlakbij maakte het Lido wereldwijd bekend.
Grote strandfaciliteiten, hotels en privévilla's vormen nog steeds het hart van dat wat nog steeds bekendstaat als het "Gouden Eiland".